# Фонтана Рибар (Борба)
Фонтана Рибар (Борба) или Злосретни рибар смештена на главној рондели парка Велики Калемегдан, рад је истакнутог вајара Симеона Роксандића. Скулптура је настајала у Минхену и Риму, 1906. године, током Роксандићевог једногодишњег одсуства са места наставника цртања у Крагујевачкој гимназији. Први пут је представљена јавности на LXXII Међународној уметничкој изложби у Риму 1907. године. Постављена у првој и најважнијој изложбеној сали, скулптура је побрала позитивне критике у Италији. Реномеу дела нарочито су допринеле похвале италијанског краљевског пара, приликом њихове посете изложби. Уметничку вредност скулптуре је препознала и српска културна елита и убрзо је она постала део српског културног простора. Гипсани модел композиције, сачињене од људске фигуре рибара и змије, откупио је Народни музеј у Београду 1907. године. Скулптура Рибар је као кључни уметнички артефакт изложена у оквиру Српског павиљона на Балканској изложби у Лондону 1907. године.

## Изградња и поставка скулптуре
Фигурална композиција са представом рибара у борби са змијом је убрзо постала амблем младе српске државе и метафора њеног културног напретка и прогресивистички поиманог развитка уметности. У међувремену је до српске јавности стигла погрешна вест да је брод са уметнинама на путу за Енглеску потонуо. Вест је изазвала реакцију, па је на основу гипсаног модела Рибара изливен још један одливак. По повратку српских експоната са изложбе у Лондону, када је постало очигледно да оригинални одливак постоји, испоставило се да је други одливак скулптуре вишак. Њу је, након треће изложбе Ладе у Загребу 1908. године, откупила управа града Загреба и композиција је постављена на Гричу (данас Језуитски трг у Горњем граду Загреба).
Први одливак Роксандић је понудио на откуп Београдској општини, која је понуду прихватила 1907. године, са намером да скулптуру постави на један од градских скверова. Упркос првобитној намери Београдске општине, фонтана није постављена на Теразијама него на Калемегдану, између 1908. године, а најкасније до 1911. године. Фото-илустрација из Нове искре, из 1911. године потврђује да је скулптура постављена у Калемегдански парк, и да је већ тада постала један од најпрепознатљивијих меморијских градских симбола. За локацију је изабран постојећи овални водоскок са рустичним каменим постаментом, у централној ротонди парка Велики Калемегдан. Одлука о локацији споменика се може сматрати рационалним одабиром с обзиром да се простор Калемегдана, од предаје кључева града 1867. године до почетка 20. века развија као репрезентативни градски парк, чинећи тако изванредан просторни мизансцен за постављање јавне скулптуре.
Иницајална идеја за парковско уређење простора потекла је од плана регулације Емилијана Јосимовића који предвиђа формирање градског парка на простору данашњег Калемегдана, бивше тврђавске гласије. Први до сада познати плански документ о уређењу парка садржан је у плану под називом копирано из плана Београда из 1870. године, а значајно је напоменути да је прво архитектонско композиционо решење дао архитекта Милан Капетановић 1890. године, чији је оригинални концепт задржан све до 1914. године. Као главни квалитет Капетановићевог решења издваја се трасирање праволинијске стазе из правца Кнез Михаилове улице са централном ротондом у оквиру које је постављен Роксандићев Рибар, чинећи тако визуелну трансверзалу са главном градском комуникацијом. Парк у данашњем облику је формиран првенствено крајем XIX и почетком 20. века и носи одлике репрезентативног градског парка fine de sieclеа, а парковски концепт је изведен у маниру градских паркова европских метропола. Крајем XX века, односно од 1894. године, када је постављена биста Ђуре Даничића, започиње процес постављање јавне скулптуре у оквиру парка. У идеолошком смислу вредност односа јавне скулптуре и парковског уређења огледа се у конципирању простора као алеје великана нације, односно меморије на знамените личности и догађаје из националне историје, у оквиру кога фонтана Рибар представља артефакт универзалне уметничке вредности и репрезент националне особености, како је у то време истицала домаћа штампа, чинећи је вредном смештања у овако контекстуализован амбијент парка Калемегдан.

## Стил
У стилском смислу скулптура је класично дело европског вајарства, настало као плод уметничког и културног живота Минхена, чији је део био и Симеон Роксандић, дипломац тамошње уметничке академије. Након школовања на Обртној школи у Загребу и похађања наставе вајарства на Пештанској академији, Роксандић је ступио на Академију (Akademie der bildenden Künste) у Минхену 1892, у класу професора Сиријуса Еберлеа. Студијски боравак у престоници Баварске трајно ће утицати на каријеру уметника. Похађање часова из компоновања и искуство стечено на основу рада по живим моделима без сумње су учинили да млади уметник свој рад усклади са нормираним академским правилима. Истовремено је Роксандићев рад на рестаурацији и конзервацији јавних скулптура у Минхену формирао његов развојни пут.
На крају, занимљиво је истаћи Роксандићев осврт на свог Рибара, изнесен у разговору са Звонимиром Кујунџићем, касне 1940. године, којим аутор сублимира своје гледиште на уметност и живот у целини. Речима да је Рибара обликовао из потребе да симболима прикажем победу човека над снагама природе, вајар је дефинисао идејну основу своје најславније скулптуре. Идеја о победи човека над природом говори о вери да се успон човечанства може потврдити уметничком формом.
Фонтана Рибар се налази у оквиру Београдске тврђаве, културног добра од изузетног значаја (Одлука о утврђивању, „Сл. гласник СРС“ бр. 14/79).